# Laurentius Petri Gothus
Laurentius Petri Gothus (Söderköping, 1529 o 1530 – Uppsala, 12 febbraio 1579) è stato un arcivescovo luterano svedese, arcivescovo di Uppsala dal 1573 fino alla sua morte.

## Biografia
Nacque nel 1529 (o nel 1530) nella provincia dell'Östergötland, da cui deriva il nome Gothus, utilizzato per distinguerlo dal suo predecessore, Laurentius Petri Nericius. Fu il secondo arcivescovo luterano, dopo, appunto, Laurentius Petri Nericius. Quest'ultimo suggerì al re Erik XIV di far diventare Gothus cappellano di corte, il che avvenne nel 1560.
Il successore di Erik, Giovanni III, preferiva Gothus a Nericius perché quest'ultimo era più inclinato verso gli insegnamenti di Martin Lutero, mentre il sovrano concordava con Gothus riguardo alla necessità di adottare una via di mezzo tra il luteranesimo e il cattolicesimo.